# U-145号潜艇 (1940年)
U-145号（德語：U 145）是纳粹德国战争海军建造的十六艘II-D型近岸潜艇（或称U艇）之一。它由基尔的德意志造船厂承建，于1940年9月21日下水，至同年10月16日交付使用。第二次世界大战期间，该艇曾执行过三次巡逻作战，但未能取得任何战功。1945年5月5日，U-145号在黑尔戈兰岛投降，随后被转运至英国，于12月22日在“舷窗行动”中被翁斯洛号驱逐舰以火炮击沉。

## 设计
II级潜艇是从一战中德意志帝国海军的UB级和UF级近岸潜艇发展而来。其外观尺寸小，造价便宜且易于生产，在很短时间内便能造好。这款艇具在设计上吸收了为芬兰海军定制的欧洲水鼬号的优点，是非常出色的训练艇。但由于它们体积较小，在海面上容易剧烈颠簸，因此也被德国人戏称为“独木舟”（Einbaum）。尽管如此，一些II级艇在训练任务与战斗行动中表现相当出色，许多II级艇的衍生型号也相继被建造出来。
U-145号是一款用于近岸水域作战的II-D型单壳体潜艇。与前型相比，它的司令塔更大、塔后部增加了高射炮发射平台，艇身外部壳体两侧还设计了醒目的鞍状水箱。鞍状水箱除了能利用在压载水舱和燃料箱中以提高活动半径之外，对于潜艇在暴风雨天气中的航行也有好处。艇只的全长43.97米、舷宽4.92米、高8.4米，并有3.93米的吃水深度，水上和水下排水量则分别增加至314吨和364吨。II-D型艇采用两台曼海姆发动机厂（MWM）生产的六缸四冲程350匹公制馬力（260千瓦特）柴油机用于水面运行，以及两台各配备36个AFA蓄电池组的205匹公制馬力（150千瓦特）西门子-舒克特（SSW）电动发电机用于水下航行；水面最高航速12.7節（23.5每小時），水下7.4節（13.7每小時）；能够在水面以8節（15每小時）航速续航5,650海里（10,460），或以4節（7.4每小時）连续在水下航行56海里（104）而无需充电。它采用双轴和两副直径为0.85米的螺旋桨，具备在80－150米的深度运行的能力，紧急下潜需时30秒。
武器装备方面，U-145号在艇艏内置有三具管径为533毫米的鱼雷发射管，呈倒三角形布置，其中左舷一具、右舷一具、底部的中线上还有一具；它们合共配备5枚G7型鱼雷，或可携带最多12枚TMA水雷。此外，该艇还搭载有一门20毫米30式高射炮作为甲板炮。其标准船员编制为3名军官及22名水兵。

## 历史
1939年9月25日，海军造舰局正式将十六艘II-D型潜艇（U-137至U-152号）的建造合同发包予基尔的德意志造船厂。其中U-145号于1940年3月29日开始铺设龙骨，同年9月21日下水，至10月16日在前U-23号艇长、海军中尉海因里希·德里弗的指挥下交付使用。完成海试后，该艇先是以训练艇身份编入驻基尔的第1潜艇区舰队服役至12月18日，继而成为驻戈滕哈芬的第22潜艇区舰队的教学艇。当苏德战争爆发时，它也曾一度被抽调作前线艇。随着苏联红军于1945年初发动东波美拉尼亚攻势，德国人被迫放弃戈滕哈芬基地，U-145号遂跟随区舰队自1945年2月起移驻威廉港。同年5月5日，该艇在黑尔戈兰岛向盟军投降，并于6月30日从威廉港转运至英国的瑞安湖。作为“舷窗行动”的一部分，U-145号于12月22日凌晨03:50在由驱逐舰皮奇利号拖曳至指定地点后切断缆绳，随即由另一艘驱逐舰翁斯洛号就地以火炮击沉，沉没地点大致位于55°47′N 09°56′W / 55.783°N 9.933°W、即编号为AM-5271号的海军网格处。
第二次世界大战期间，为配合德军入侵苏联的“巴巴罗萨行动”，海军上尉鲁道夫·弗兰齐乌斯曾率领U-145号于1941年6月至8月期间执行过三次巡逻，行动范围涉及波罗的海的文道、汉科、萨雷马岛和希乌马岛周边水域，但未能击沉或击伤任何舰船。